# Bratříci
Bratříci byli příslušníci vojenských oddílů, které byly složené z bývalých husitských bojovníků. Tyto oddíly samostatně působily na území Slovenska, Moravy, severního Rakouska a jižního Polska, kam v letech 1445–1467 přinesly ideje husitství.

## Charakteristika

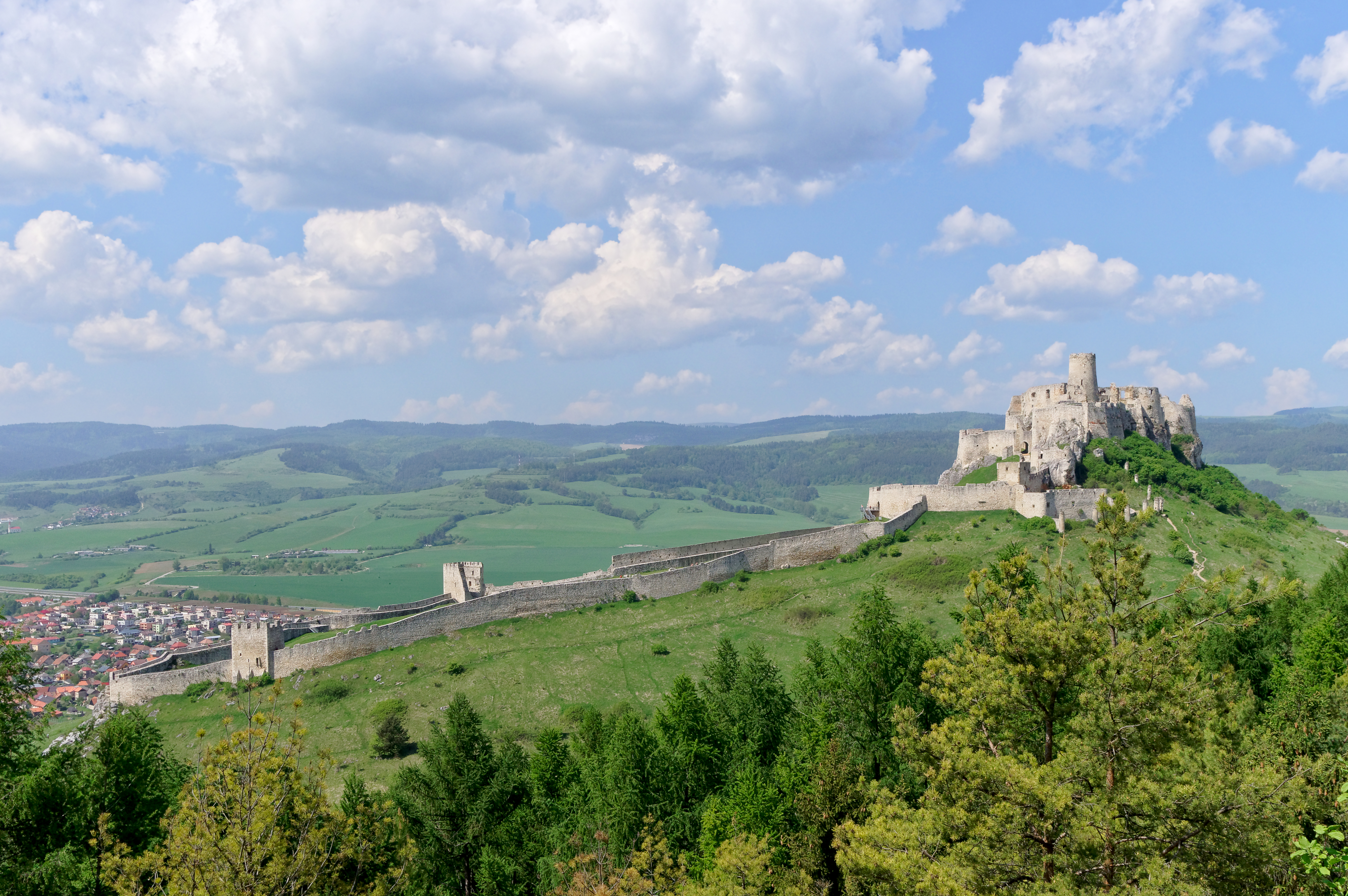
Spišský hrad

Jádro bratřického vojska tvořili čeští bojovníci, kteří odešli ze země po porážce husitského hnutí v bitvě u Lipan. Bratřická vojska nejdříve vstoupila do služeb šlechticů či kapitánů, jako byl např. Fridrich z Ostrogu nebo Jan Jiskra z Brandýsa. V roce 1453 z jeho vojska dezertovalo a osamostatnilo se množství bratříků pod vedením Petra Aksamita, který si zřídil sídlo na hradě Plaveč. Obsadili nebo získali několik hradů, např. Richnavu, a vybudovali několik polních táborů např. v Haligovce, Chmeľově, Zelené hoře u Hrabušic, Spišské Teplici, Gajarech a Vyšehradě v Turci. Dobudovali také předhradí Spišského hradu, čímž z něho vytvořili jeden z největších hradů ve střední Evropě.

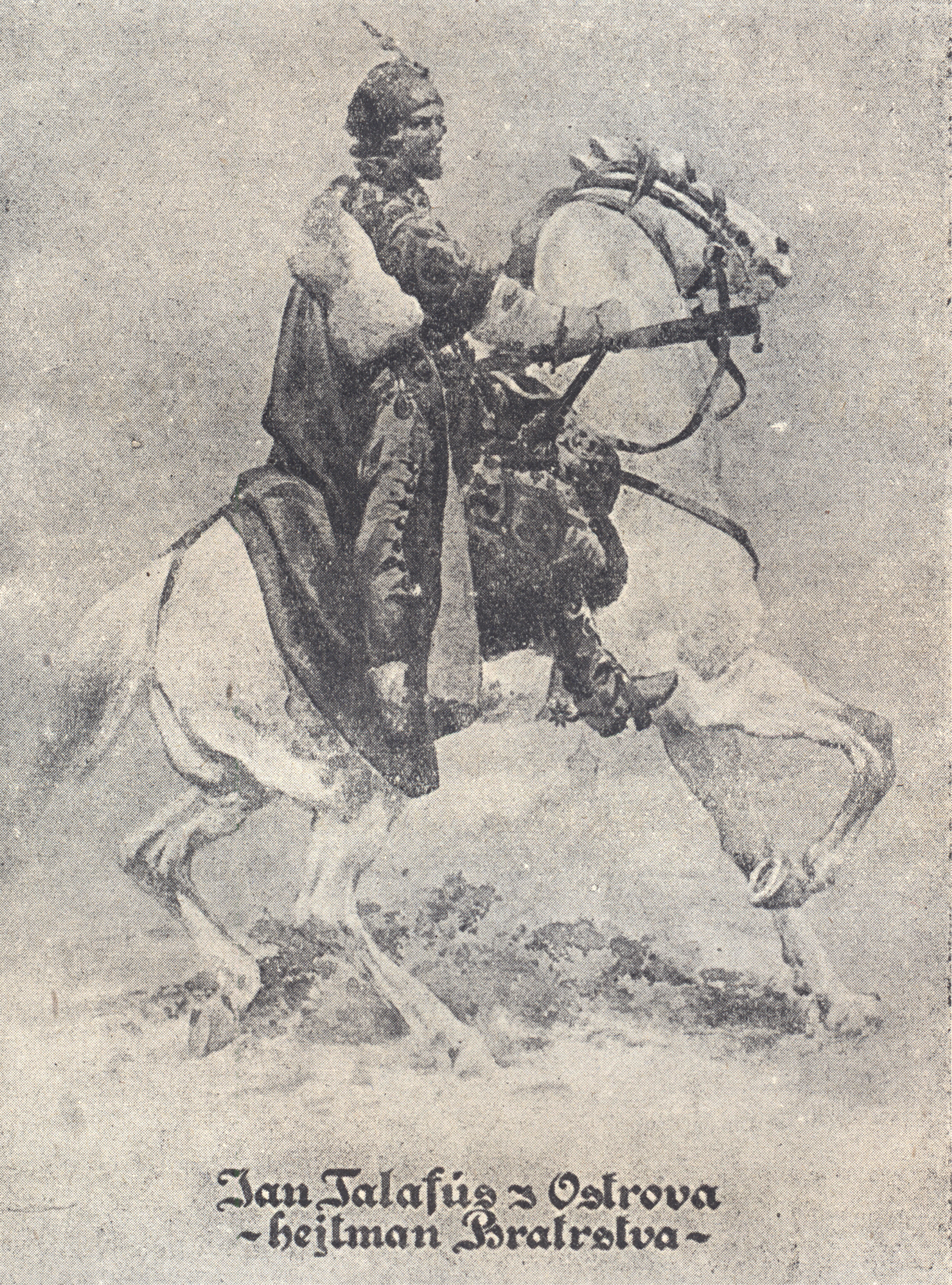
Přední bratřícký hejtman Jan Talafús z Ostrova

Ideje husitství se přenesly i do života v táborech. Panovala v nich přímo biblická atmosféra, velitelé byli vybíráni z nejudatnějších bojovníků, kořist se dělila rovným dílem pro všechny. Do roku 1458 patřilo bratříkům šestatřicet táborů a hradních pevností a jejich vojska měla 15–20 tisíc ozbrojených bojovníků. Vojensky ovládali celé východní a zčásti i střední Slovensko a představovali vážnou politickou a bojovou sílu v dynasticko-magnátských zápasech v Uhersku v druhé polovině 15. století. Z obavy z jejich narůstající síly už od roku 1453 královský dvůr proti nim organizoval bojové výpravy. První výprava, kterou proti nim vedl v roce 1454 Ladislav Hunyadi, skončila příměřím.
Úpadek bratřického hnutí nastal po nástupu Matyáše Korvína na uherský trůn. V bitvě na Blatném Potoku (u Sárospataku) v roce 1458, ve které utrpěly bratřické oddíly první vážnou porážku (zahynul v ní i Petr Aksamit), se nalomila jednota jejich hnutí. Současně s dalšími porážkami (v Polsku – u vrchu Žebrák a v Rakousku – u Marcheggu) od nich odpadli mnozí uherští feudálové. V důsledku těchto okolností byli bratříci nuceni neustále měnit svou dislokaci. Největší část z nich se uchýlila na západní Slovensko, kde po neúspěšném pokusu o dobytí Trnavy dal velitel rakouských bratříků Jindřich Šmikouský ze Žďáru (syn husitského hejtmana Jana Šmikouského ze Žďáru) kolem roku 1461 postavit dobře opevněný tábor ve Velkých Kostoľanech u Piešťan. Zde byla v roce 1467 svedena rozhodující bitva, znamenající definitivní zánik bratříků na Slovensku. Jindřich Šmikouský zemřel již roku 1465, kdy byl na jedné své výpravě zastřelen v Berchstoldorfu ve Štýrsku.

### Odborné práce
- HOFFMANN, Ladislav. Bratříci: slavní protifeudální bojovníci 15. století: příspěvek k dějinám husitství na Slovensku. Ze slovenského rukopisu přeložil Emil Charous. Vydání I. Praha: Naše vojsko, 1959. 84 s.
- RATKOŠ, Peter. Husitské revolučné hnutie a Slovensko. In: Mezinárodní ohlas husitství. I. vydání. Praha: Nakladatelství Československé akademie věd, 1958. 329 s. [S. 27–50.]
- VARSIK, Branislav. Husitské revolučné hnutie a Slovensko. 1. vyd. Bratislava: Slovenská akadémie vied, 1965. 374 s.
- KOVÁČ, Dušan, a kol. Dějiny Slovenska. Praha: Nakladatelství Lidové noviny, 2011. 434 s. ISBN 978-80-7422-099-9. Kapitola Jan Jiskra a bratříci, s. 43–44.
- ŠPIRKO, Jozef. Husiti, jiskrovci a bratríci v dejinách Spiša. Levoča: [s.n.], 1937.

### Prozaická a dramatická tvorba
Nejznámější je románová trilogie Aloise Jiráska Bratrstvo :
- JIRÁSEK, Alois. Bratrstvo: Tři rapsódie. 1. [díl], Bitva u Lučence. 1. vyd. v Čs. spis. Praha: Československý spisovatel, 1978. 400, [4] s.
- JIRÁSEK, Alois. Bratrstvo: [Tři rapsódie]. 2. [díl], Mária. 1. vyd. v Čs. spis. Praha: Československý spisovatel, 1978. 426, [4] s.
- JIRÁSEK, Alois. Bratrstvo: Tři rapsódie. 3. [díl], Žebráci. 1. vyd. v Čs. spis. Praha: Československý spisovatel, 1978. 479, [4] s.